# Abrolho (Vermoil)
Abrolho era, em 1747, uma aldeia portuguesa da freguesia do Nossa Senhora da Conceição de Vermuil, termo da cidade de Leiria. No secular estava subordinada à Comarca de Leiria, e no eclesiástico ao Bispado da mesma cidade, pertencendo à Província da Estremadura.